# Per Axel Rydberg
Pour les articles homonymes, voir Rydberg.
Per Axel Rydberg est un botaniste américain d’origine suédoise, né le 6 juillet 1860 à Odth (Västergötland, Suède et mort le 25 juillet 1931.

## Biographie
Il émigre aux États-Unis d'Amérique en 1882. Il obtient son Bachelor of Sciences et son Master of Sciences à l’université du Nebraska et son Ph. D. à l’université Columbia. Il est principalement un botaniste de terrain et un taxinomiste. Prolifique auteur, il décrit environ 1 700 nouvelles espèces au cours de sa carrière. Il est spécialiste de la flore des Grandes Plaines et des Montagnes Rocheuses
En 1899, Rydberg rejoint le personnel du Jardin botanique de New York et devient le premier conservateur de l’herbier du jardin.

## Note
1. ↑  Rydberg, P.A. 1895. Flora of the sand hills of Nebraska. Contributions from the United States National Herbarium 3:133-203.

## Source
- Traduction de l'article de langue anglaise de Wikipédia (version du 26 octobre 2008).